# 長浜町女性放火殺人事件
長浜町女性放火殺人事件（ながはまちょうじょせいほうかさつじんじけん）とは、2004年4月に愛媛県喜多郡長浜町（現在の大洲市長浜町）で発生した放火殺人事件である。被疑者は逮捕されておらず、現在も未解決となっている。警察庁の捜査特別報奨金制度対象事件ともなった（後に外されている）。

## 事件の概要
2004年4月13日午前1時35分頃、愛媛県喜多郡長浜町（現大洲市長浜町）のとある民家の敷地内より出火、木造モルタル2階建て住宅約150平方メートルを全焼し、焼け跡の寝室2階からこの家に住む会社員の女性（当時52歳）が遺体で発見された。
事件当日の午前1時頃、被害者は長女に「下の階に誰かがいる。恐ろしい」と電話をしており、これを受けて長女の夫は大洲警察署に110番通報した。間を置かずに被害者も自ら大洲警察署に110番通報したが、その最中に1階から出火。火の手が迫る中、被害者は現場の状況を必死に説明したが、数分後に「煙が上がってきた。怖い。助けて」と電話越しに叫び声が聞こえたの最後に通話が途絶えた。
通報を受けて消防団員や大洲警察署員が駆けつけたところ、2階で被害者が「助けて」などと叫んで救助を要請したが、火の回りが早かったため、被害者を救出することはできなかった。

## 捜査経過
愛媛県警察は現場の状況から放火殺人と断定し、大洲警察署に特別捜査本部を設置。長女が現場に駆けつけた時、玄関から沖浦公園方面に走り去る不審な男を目撃していたため、この男が何らかの事情を知っていると見て捜査を開始した。
1階には広範囲に灯油を撒かれた痕跡があり、玄関からは高熱で溶けたプラスチック製の灯油缶が発見された。このため、犯人は灯油缶に入っていた灯油を広範囲に撒き、被害者が逃走できないようにしてから放火したと見られる。
事件前、現場の地域では窃盗事件が多発しており、1階に物色された形跡があることから特別捜査本部は同一犯の可能性もあると見て捜査したが、手口が異なっていたため、関連性は薄いと判断した。また、怨恨の可能性も視野に入れて被害者の交友関係を調べたが、犯行に結びつくようなトラブルは確認できなかった。
2009年4月13日、遺族と支援者は有力情報を提供した者に私的懸賞金300万円を支払うことを決めた。
以降も特別捜査本部はTwitter（現・X）とFacebookを駆使するなどして情報提供を呼びかけているが、目撃情報の少なさや放火により物的証拠がほとんど焼失したために犯人像が絞り込めず、事件の解決には至ってない。